# Gerda Uhthoff
Gerda Henny Anna Luise Henriet Uhthoff (* 2. August 1896 in Bützow als Gerda Henny Anna Luise Henriet Schwabe; † 21. Oktober 1988 in Schwerin) war eine deutsche Schriftstellerin.

## Leben
Gerda Uhthoffs Vater, Heinrich Georg Friedrich Schwabe, war Amtmann in der Domanialverwaltung und Landrentmeister. Dieser schickte seine Tochter in die „Höhere Töchterschule“ von Emma Hoffmann in Bützow (Pfaffenstraße). Sie heiratete am 27. Oktober 1920 Kurt August Alexander Uhthoff in Schwerin, wo sie voran auch lebte. Ihr dichterisches Wirken begann erst 1940, zunächst mit Hochdeutschen Gedichten, später verlegte sie sich auf Lyrik in niederdeutscher Sprache. Ein Teil wurde 1964 in dem Band Leiw´ Plattdütsch veröffentlicht. Maschin is dor wurde von Helga Gunkel für die Schallplatte rezitiert. Ansonsten veröffentlichte Uhthoff in Zeitungen (vorzugsweise die Norddeutsche Zeitung in Schwerin), Zeitschriften, Anthologien und Kalendern.
Die Dichterin war mit einem Arzt verheiratet, ihre Söhne Klaus und Dietrich starben im Zweiten Weltkrieg. Dieses Erlebnis beeinflusste ihre dichterische Arbeit und Weltanschauung. Als Pazifistin hatte nach 1945 einen intensiven Gedankenaustausch mit Adam Scharrer.
1953 wurde Uhthoff Mitglied des Schriftstellerverbands der DDR im Bezirk Schwerin.